# کارلو تورکاتو
کارلو تورکاتو (انگلیسی: Carlo Turcato; ۲۲ سپتامبر ۱۹۲۱ – ۲ ژوئن ۲۰۱۷) ورزشکار شمشیربازی اهل ایتالیا بود.
وی در مسابقات کشوری و بین‌المللی در مجموع برندهٔ ۱ مدال نقره شده‌است.